# صيدلية

رمز الصيدلة

الصيدلية (بالإنجليزية: Pharmacy)‏ (من الكلمة اليونانية φάρμακον 'pharmakon' وتعني عقار) هي متجر بيع بالتجزئة يوفر الأدوية والعقاقير والمستحضرات الصيدلانية ومنتجات أخرى. يشرف الصيدلي على استيفاء الوصفات الطبية ويكون متاحًا لتقديم المشورة بشأن ما يقدمه من أدوية. يقوم الصيادلة بصرف الأدوية حسب توصيات الأطباء والوصفات المعطاة، كما يقومون أيضًا بصرف أدوية أخرى (أدوية الرف) التي لا تحتاج إلى وصفة؛ ويكون في استطاعة الصيدلي تقديم معلومات عامة عن الأدوية أو الفيتامينات أو طريقة استخدام المواد المساعدة، مثل اللاصقات والرابطات وأدوات الاستنشاق وكثير من الأعشاب الصحية، وغيرها.
الصيدلية هي مرفق للرعاية الصحية تؤكد توفير الخدمات الصيدلانية لمجتمع معين. كما تقوم بصرف الدواء ويتضمن فيها وجود مسجل صيدلاني مضمون. يمكن أن تكون الصيدلية تابعة للقطاع الخاص، كما يمكن أن تكون مؤسسة عامة تابعة لوزارة الصحة يتم فيها عمليات تركيب الأدوية وصرفها ومراجعتها والتأكد من كفائتها. كما ظهرت مهمات حديثة بها مثل العناية بالمرضى المعروفة بالصيدلة السريرية مثل قياس ضغط الدم أو كذلك في بعض البلاد الأوروبية تحليل الدم وتعيين الكولسترول خلال أسابيع معينة من السنة.
ويوجد عدة أنواع للصيدليات أشهرها العامة وصيدليات المستشفيات والصيدليات الحربية والصيدليات البيطرية وغيرها. أول صيدلية تم افتتاحها بأوروبا عام 1241م بألمانيا

## المجالات
تنقسم الصيدلة إلى مجالات مختلفة وهي:
- الصيدلانيات
- الكيمياء الدوائية
- علم العقاقير

وتشترك الصيدلة مع العلوم الأخرى في مجالين هما علم الأدوية وعلم السموم.

## الصيادلة
الصيدلي هو الشخص المختص في علم الصيدلة. ودوره التقليدي يتمثل في صرف الأدوية المكتوبة في الوصفات الطبية من الأطباء المختصين مع مراجعة الطرق الصحيحة للاستخدام وتبيين الآثار الجانبية للعقاقير. وفي هذا الدور، يتأكد الصيدلي من الاستعمال الآمن والفعال للأدوية. ويشترك الصيادلة أيضا في السيطرة على الأمراض، عن طريق مراقبة وتحسين طرق وأساليب العلاج أو دراسة نتائج التحاليل المختبرية، بالتعاون مع الأطباء وغيرهم من الطاقم الطبي.

## الأنواع حسب المجال

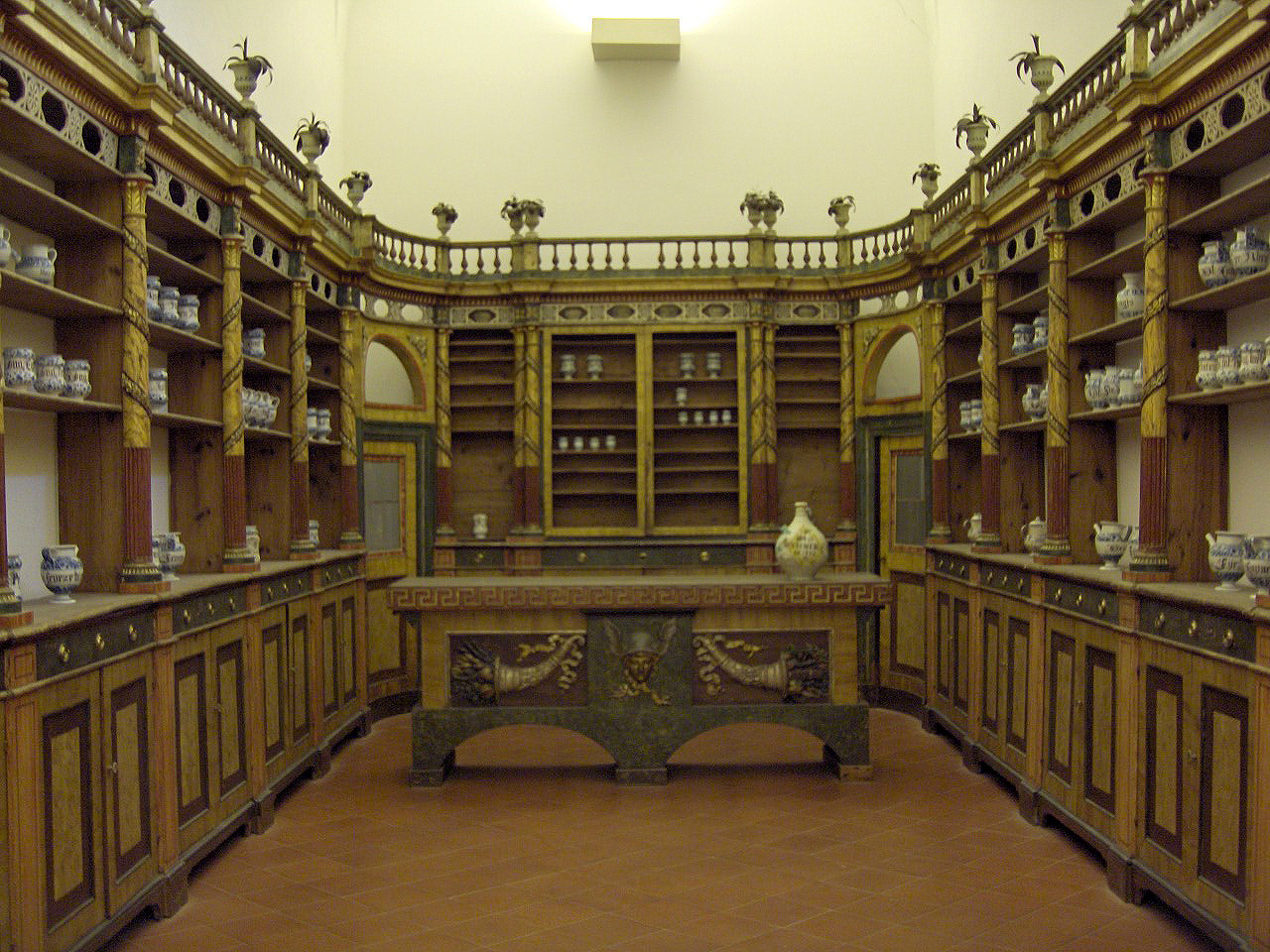
صيدلية إيطالية كما كانت في القرن التاسع عشر

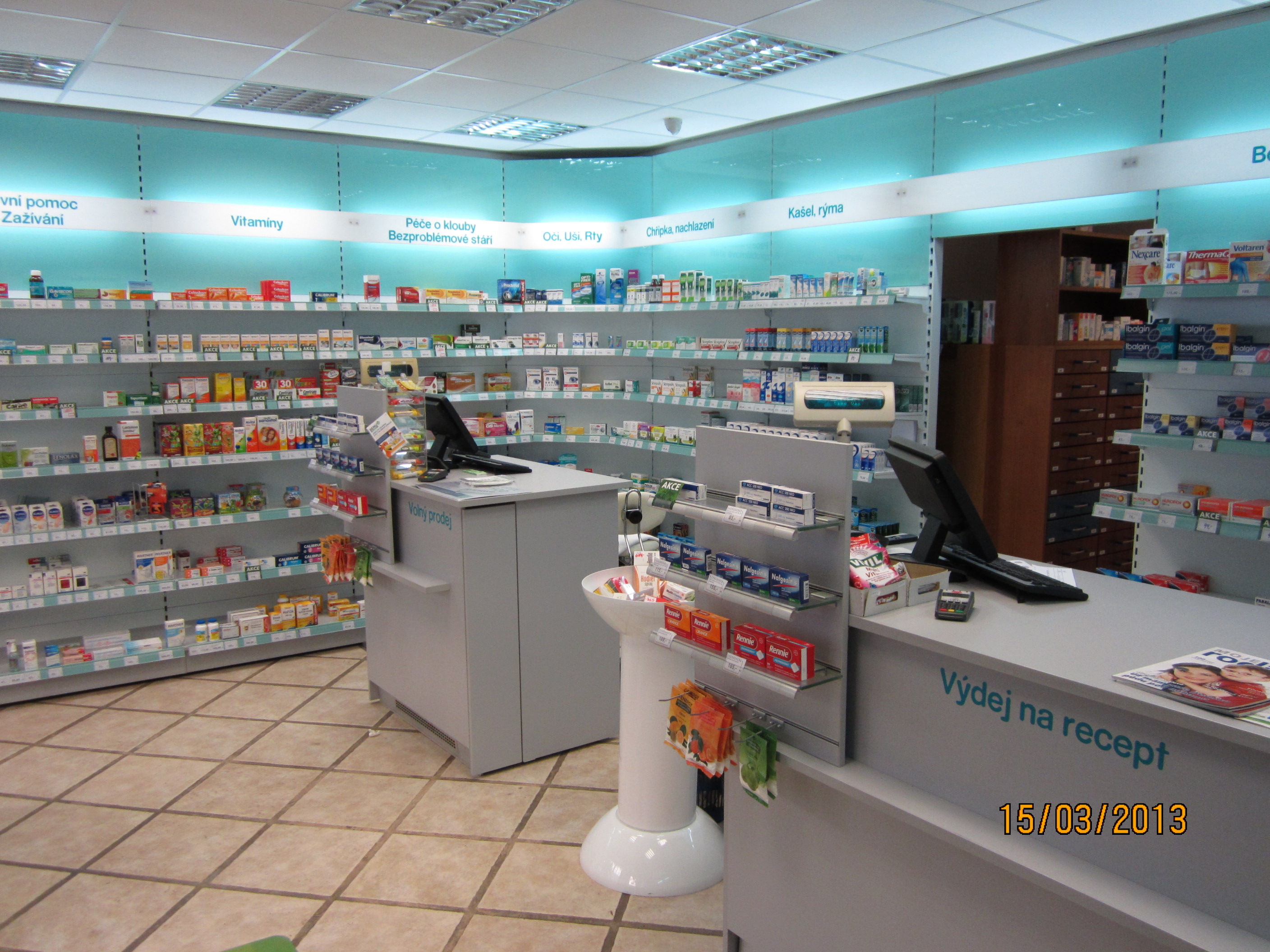
صيدلية عصرية في براغ

## الواجبات
أعلن الاتحاد الصيدلاني الدولي رؤيتهم للصيدلاني على أنه:
- خبير في مجال المستحضرات الرعاية الصيدلانية والعلاج الدوائي وتعزيز الصحة.
- التواصل المهني مع المرضى ومقدمي الرعاية الصحية الآخرين وصناع القرار.
- تقديم منتجات عالية الجودة والخدمات والاتصالات.
- توثيق عملهم وإبلاغ النتيجة إلى زملاء المهنة.

## المسؤوليات
وتشمل مسؤوليات الصيادلاني ما يلي: الفحص وصرف الأدوية الموصوفة بوصفة طبية، وتقديم المشورة بشأن اختيار واستخدام الدواء للأطباء وغيرهم من المتخصصين في مجال الصحة وتقديم المشورة للمرضى في مجال تعزيز الصحة والوقاية من الأمراض والاستخدام السليم للأدوية.
معظم قوانين الدول تضبط كيفية عمل المستوصفات، مع المتطلبات المحددة لظروف التخزين والمعدات وحفظ السجلات.

## الأدوار السريرية
فقد أصبحت أكثر شيوعا للصيادلة لتولي الأدوار الموسعة التي توفر المزيد من الرعاية السريرية مباشرةً إلى المرضى كجزء من فريق الرعاية الأولية.

## طاقم الدعم
هو فريق لمساعدة الصيادلة ليكونوا قادرين على القيام بالأدوار الموسعة، ومن الشائع بالنسبة لهم العمل كجزء من فريق يمكن أن يشمل فنيي الصيدلة ومساعدين في تحضير الأدوية ومساعدين في الحسابات.

## الملكية
في أجزاء من أوروبا القارية، يطلَب الصيدلي لامتلاك الصيدلية المرخصة له. وبموجب هذا النظام، يمكن للصيدلي أن يكون مشغل فقط لمنفذ واحد. وفي المملكة المتحدة، تعود ملكية 60٪ من جميع صيدليات المجتمع إلى الشركات التي تمتلك صيدليات متعددة.
وفي الولايات المتحدة، أكثر من 25٪ من مالكيها بشكل مستقل لهم ملكية في اثنين أو أكثر من الصيدليات. ومعظم صيدليات المجتمع في نيوزيلندا هي التي تديرها. وفي أستراليا، الصيادلة يعترفون بالحاجة إلى إدماج الخدمات الصيدلية المهنية في النظام الصحي لتلبية احتياجات الرعاية الصحية المتغيرة لدى السكان.

## معرض صور

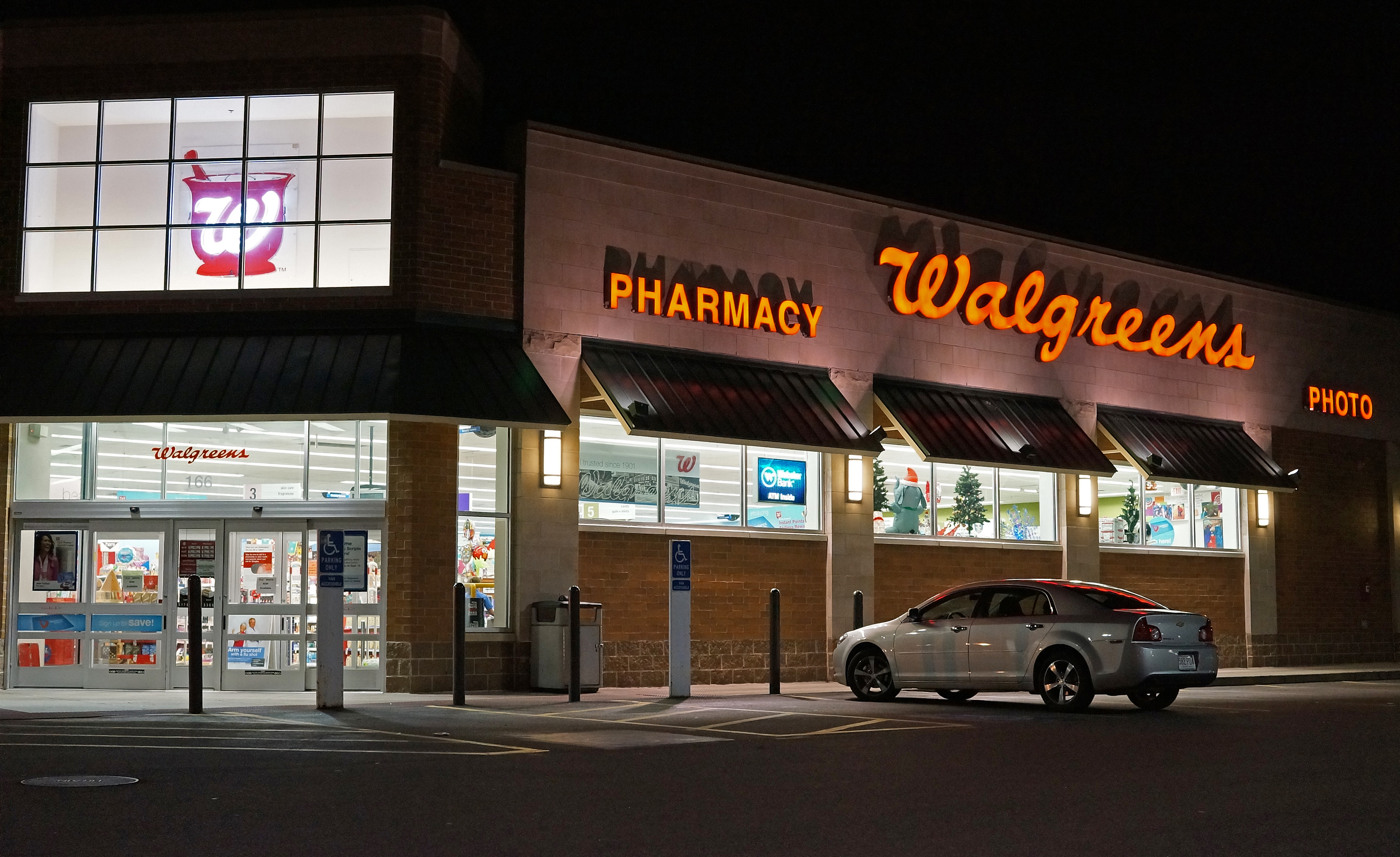
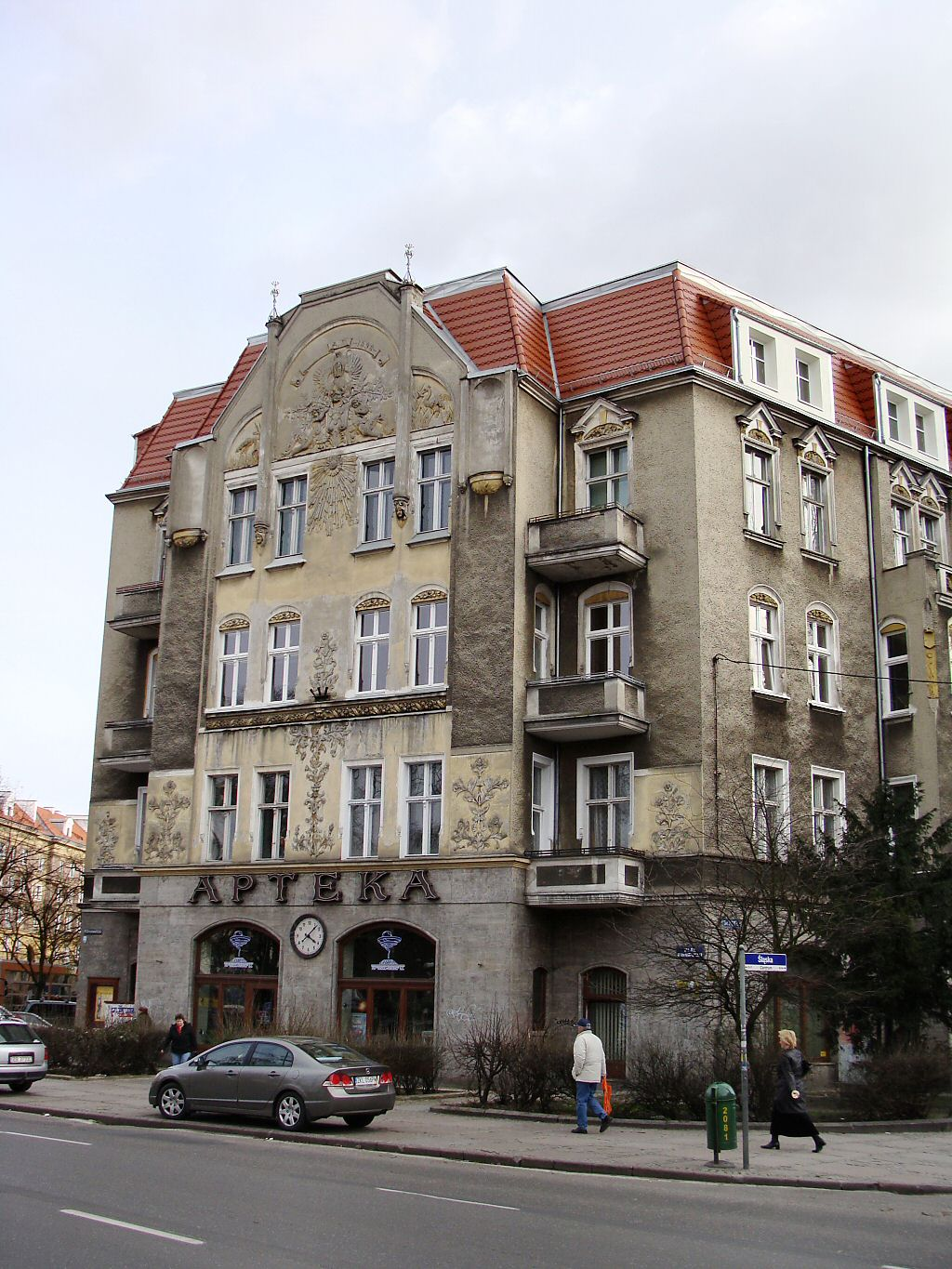
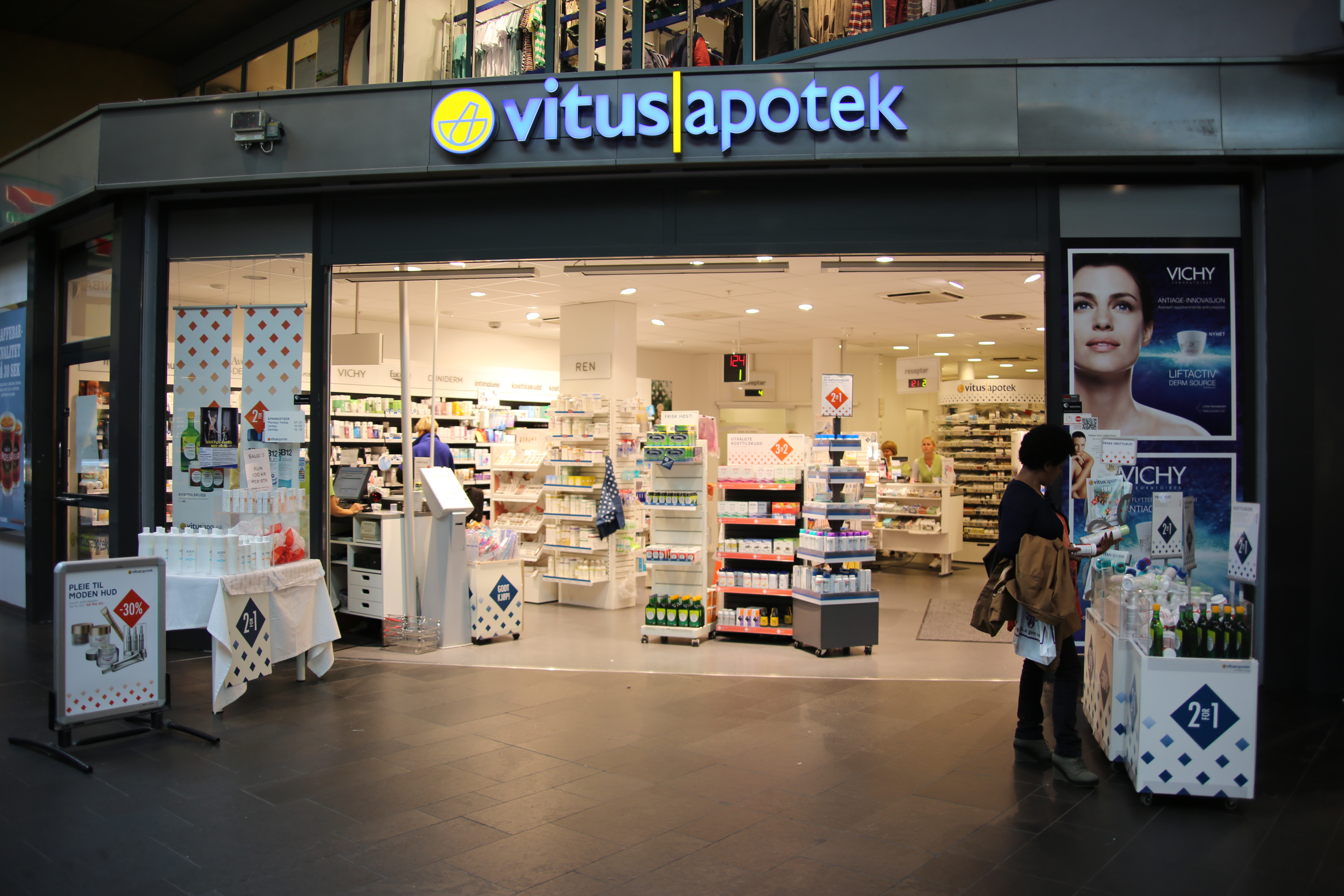
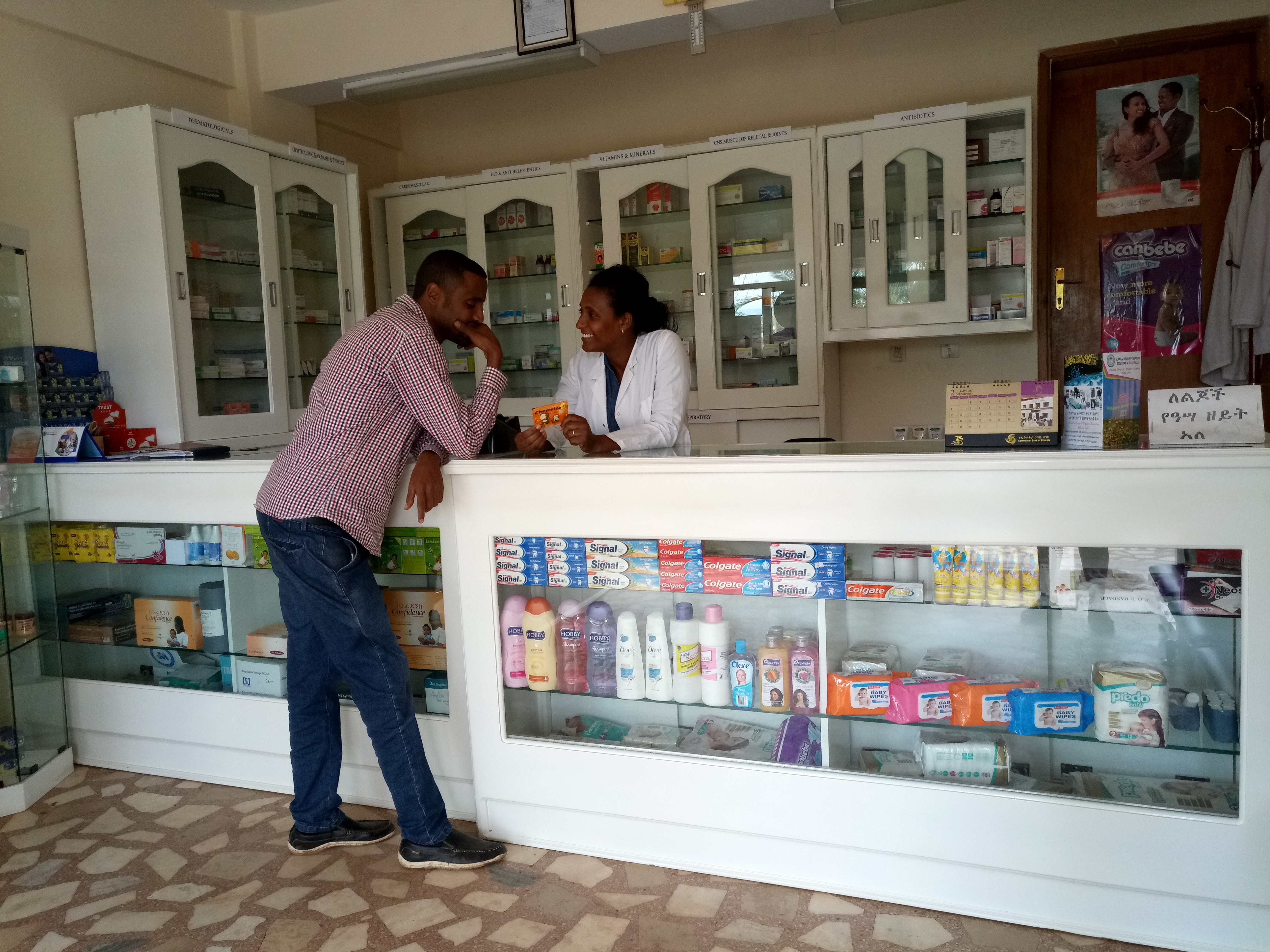